# Lepidothamnus laxifolius
Lepidothamnus laxifolius é uma espécie de conífera da família Podocarpaceae.
Apenas pode ser encontrada na Nova Zelândia.